# 그리운 내일
〈그리운 내일〉(懐かしい明日)는 STU48의 첫 앨범이다.